# Dálčice

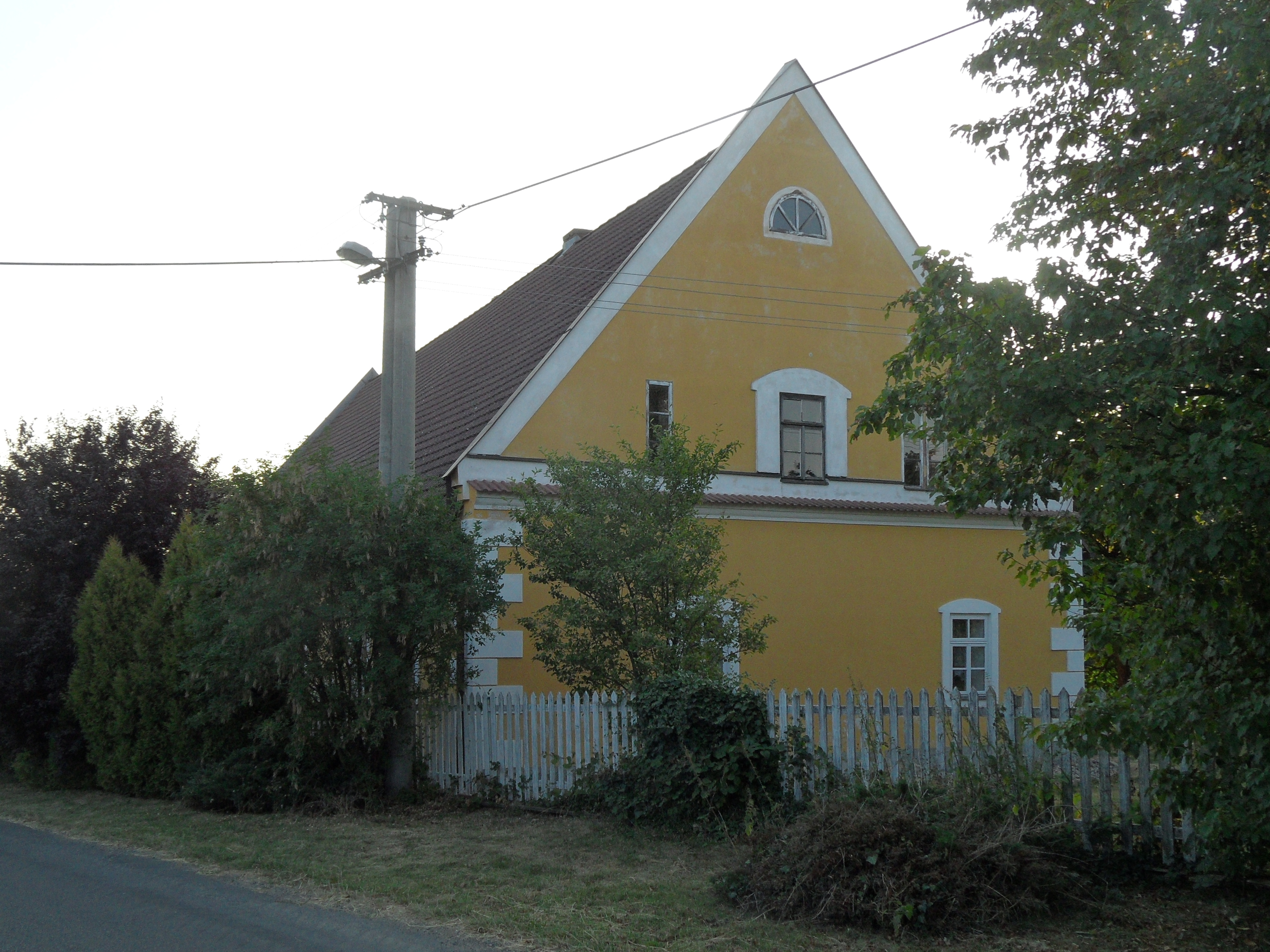
Wohngebäude

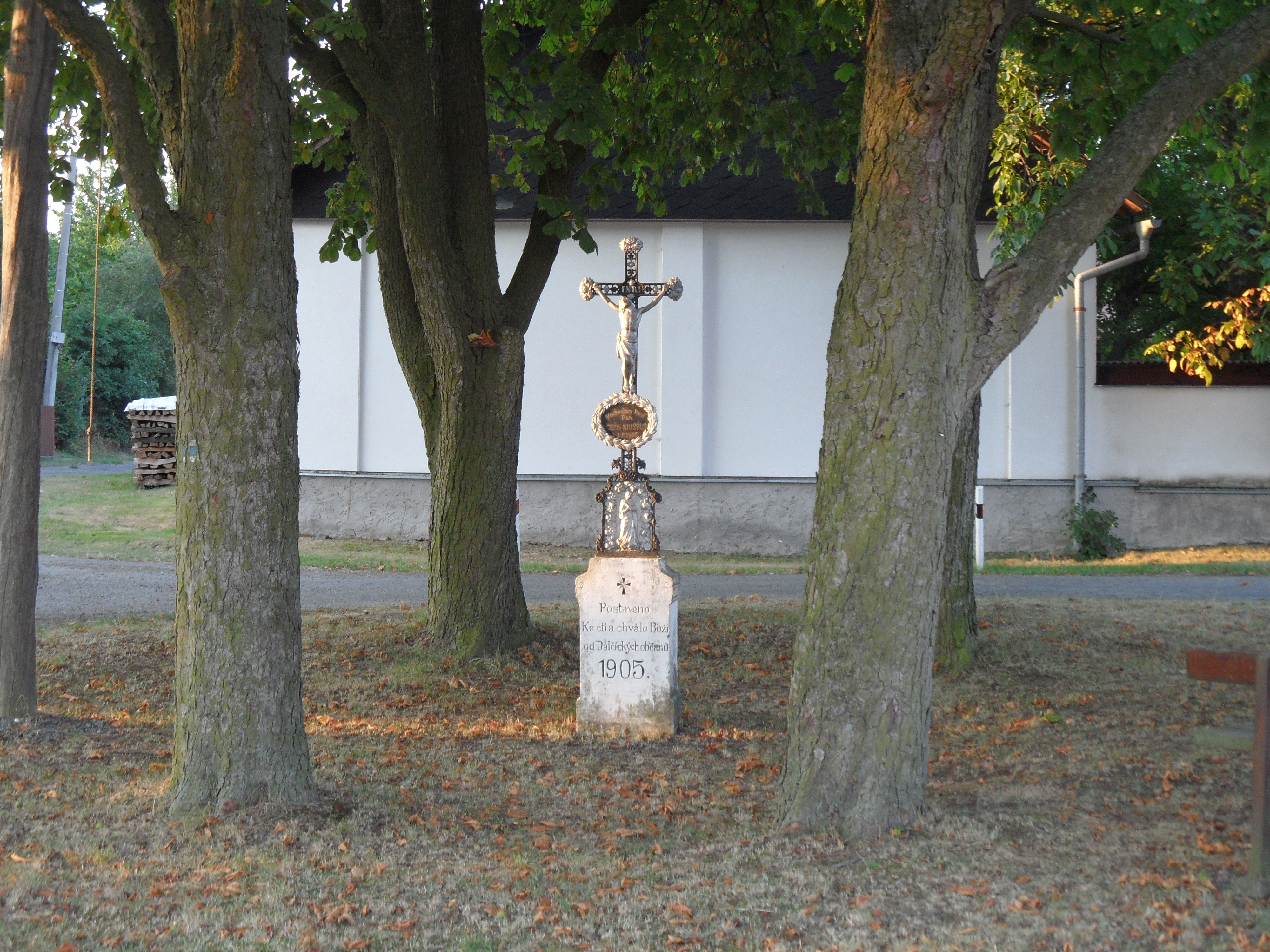
Kreuz

Dálčice (deutsch Daltschitz) ist ein Ortsteil der Minderstadt Vilémov in Tschechien. Er liegt vier Kilometer südöstlich von Vilémov und gehört zum Okres Havlíčkův Brod.

## Geographie
Dálčice befindet sich auf einer Hochfläche zwischen den Tälern der Bäche Petrovický potok und Doubravka in der Hornosázavská pahorkatina (Hügelland an der oberen Sázava). Südöstlich erhebt sich der Strážný vrch  (511 m n.m.). 
Nachbarorte sind Točice, Úhrov und Kraborovice im Norden, Ostružno und Borek im Nordosten, Nový Dvůr und Přísečno im Osten, Pukšice und Uhelná Příbram im Südosten, Jarošov und Petrovice u Uhelné Příbramě im Süden, Leškovice und Rybníček im Südwesten, Košťany im Westen sowie Černá Pila und Ždánice im Nordwesten.

## Geschichte
Das Dorf erlosch während des Böhmisch-Ungarischen Krieges und wurde zum Ende des 16. Jahrhunderts wieder aufgebaut. Die erste urkundliche Erwähnung von Dálčice erfolgte 1603 als Sitz der Kateřina Dálčická von Vostrov. Später wurde das landtäflige Gut Dálčice dem Gut Příbram zugeschlagen. In der Mitte des 18. Jahrhunderts vereinigte Wenzel Peter Dobrženský von Dobrženitz die Güter Úhrov, Nejepín und Příbram.  1787 standen in Daltschitz bzw. Dalcžicze zwölf Häuser. Da Wenzel Peter Dobrženský keine Nachkommen hatte, vererbte er seine drei Güter 1783 seinem Bruder Johann Joseph Dobrženský († 1796). Dessen Söhne teilten nach Erreichen der Volljährigkeit 1807 in einem Erbvergleich ihren Besitz: Johann Wenzel Dobrženský erhielt Dobřenice und Neděliště, sein Bruder Prokop Úhrov, Nejepín und Příbram. 1815 vererbte Prokop Dobrženský von Dobrženitz die Güter seinem Sohn Wenzel Peter. 
Im Jahre 1840 bestand das im Caslauer Kreis gelegene Dorf Daltschitz bzw. Dalčice aus 18 Häusern, in denen 115 Personen lebten. Im Ort gab es einen herrschaftlichen Meierhof und eine Schäferei; abseits lag eine Wasenmeisterei. Pfarrort war Přibram, der Amtssitz in Auhrow. Bis zur Mitte des 19. Jahrhunderts blieb Daltschitz dem Gut Auhrow samt Přibram und Negepin untertänig.
Nach der Aufhebung der Patrimonialherrschaften bildete Dalčice ab 1849 einen Ortsteil der Gemeinde Úhrov im Gerichtsbezirk Chotěboř. Ab 1868 gehörte der Ort zum Bezirk Chotěboř. 1869 hatte Dalčice 126 Einwohner und bestand aus 19 Häusern. 1876 wurde in Kraborovice eine Dorfschule errichtet, die auch die Kinder aus Dalčice besuchten. Im Jahre 1900 lebten in Dalčice 111 Menschen, 1910 waren es ebenso viele. Im Jahre 1919 lösten sich Kraborovice, Košťany und Dalčice von Úhrov los und bildeten die Gemeinde Kraborovice. Seit 1924 wird Dálčice als amtlicher Ortsname verwendet. 1930 hatte Dálčice 95 Einwohner und bestand aus 21 Häusern. Seit der Gebietsreform von 1960 gehört das Dorf zum Okres Havlíčkův Brod. Am 1. Januar 1976 wurde Dálčice nach Vilémov eingemeindet. Beim Zensus von 2001 lebten in den 21 Häusern des Dorfes 42 Personen. Heute besteht Dálčice aus 23 Häusern, von denen 15 dauerhaft bewohnt sind.

## Ortsgliederung
Die Ortsteile Dálčice und Košťany bilden den Katastralbezirk Dálčice.

## Sehenswürdigkeiten
- Gusseisernes Kreuz aus dem Jahre 1905 auf dem Dorfplatz
- Hölzerner Glockenbaum auf dem Dorfplatz